# الیرزالار
الیرزالار (ترکی آذربایجانی: Alırzalar) یک منطقهٔ مسکونی در کلبجر جمهوری آذربایجان است